# Campionati europei di karate 2018
I campionati europei di karate 2018 sono stati la 53ª edizione della competizione. Si sono svolti a Novi Sad, in Serbia, dal 10 al 13 maggio 2018.

## Medagliere
| Posiz. | Nazione              | Oro | Argento | Bronzo | Totale |
| ------ | -------------------- | --- | ------- | ------ | ------ |
| 1      | Spagna               | 3   | 2       | 1      | 6      |
| 2      | Turchia              | 3   | 1       | 6      | 10     |
| 3      | Italia               | 2   | 3       | 5      | 10     |
| 4      | Francia              | 2   | 1       | 2      | 5      |
| 4      | Svizzera             | 2   | 0       | 0      | 2      |
| 6      | Azerbaigian          | 1   | 2       | 2      | 5      |
| 7      | Ucraina              | 1   | 1       | 2      | 4      |
| 8      | Bosnia ed Erzegovina | 1   | 0       | 1      | 2      |
| 9      | Macedonia            | 1   | 0       | 0      | 1      |
| 10     | Croazia              | 0   | 2       | 2      | 4      |
| 11     | Austria              | 0   | 1       | 1      | 2      |
| 11     | Ungheria             | 0   | 1       | 1      | 2      |
| 11     | Russia               | 0   | 1       | 1      | 2      |
| 11     | Serbia               | 0   | 1       | 1      | 2      |
| 15     | Grecia               | 0   | 1       | 0      | 1      |
| 16     | Slovacchia           | 0   | 0       | 1      | 1      |
| 16     | Slovenia             | 0   | 0       | 1      | 1      |
| 16     | Portogallo           | 0   | 0       | 1      | 1      |
| 16     | Lettonia             | 0   | 0       | 1      | 1      |
| 16     | Paesi Bassi          | 0   | 0       | 1      | 1      |
| 16     | Georgia              | 0   | 0       | 1      | 1      |
| Totale | Totale               | 16  | 16      | 32     | 64     |

## Podi

### Maschili
| Specialità       | Oro | Argento | Bronzo |
| Kata             | Damián Quintero                                                                                        | Ali Sofuoğlu | Mattia Busato Roman Heydarov |
| Fino a 60 kg     | Emil Pavlov                                                                                            | Angelo Crescenzo | Evgeny Plakhutin Kalvis Kalnins |
| Fino a 67 kg     | Burak Uygur                                                                                            | Stefan Joksic | Stefan Pokorny Yves Martial Tadissi |
| Fino a 75 kg     | Rafael Ağayev                                                                                          | Gabor Harspataki | Stanislav Horuna Luigi Busà |
| Fino a 84 kg     | Michele Martina                                                                                        | Ivan Kvesić | Hélio Hernandez Uğur Aktaş |
| Oltre gli 84 kg  | Ivan Klepic                                                                                            | Shahin Atamov | Tyron-Darnell Lardy Gogita Arkania |
| Kata a squadre   | Spagna Francisco Jose Salazar Jover José Manuel Carbonell López Sergio Galán López                     | Russia Maksim Ksenofontov Mehman Rzaev Emil Skovorodnikov | Italia Gianluca Gallo Alessandro Iodice Giuseppe Panagia Turchia Duran Kutluhan Emre Vefa Göktaş Ali Sofuoğlu |
| Kumite a squadre | Turchia Ridvan Kaptan Erman Eltemur Uğur Aktaş Burak Uygur Alpaslan Yamanoğlu Ömer Kemaloğlu Samed Gök | Spagna Pablo Arenas Zapata Samy Ennkhaili Anqoud Rodrigo Ibáñez Sáenz-Torre Raúl Cuerva Mora Babacar Seck Sakho Jagoba Vizuete Fernández Alejandro Molina Arencón | Ucraina Ryzvan Talibov Kostiantyn Tsymbal Stanislav Horuna Andriy Toroshanko Ihor Uhnich Valerii Chobotar Oleksandr Grevtsov Serbia Dejan Cvrkota Nteros Anastasios Slobodan Bitević Nikola Jovanović Stefan Joksic Uroš Mijalković Vladimir Brežančić |

### Femminili
| Specialità       | Oro                                                                     | Argento                                                            | Bronzo |
| Kata             | Sandra Sánchez Jaime                                                    | Viviana Bottaro                                                    | Dorota Balciarova Dilara Eltemur |
| Fino a 50 kg     | Serap Özçelik Arapoğlu                                                  | Bettina Plank                                                      | Nurana Aliyeva Alexandra Recchia |
| Fino a 55 kg     | Anželika Terljuha                                                       | Alesandra Hasani                                                   | Sara Cardin Tuba Yakan |
| Fino a 61 kg     | Lucie Ignace                                                            | Anita Serogina                                                     | Merve Coban Tjasa Ristic |
| Fino a 68 kg     | Elena Quirici                                                           | Irina Zaretska                                                     | Silvia Semeraro Ivona Cavar |
| Oltre gli 68 kg  | Anne Laure Florentin                                                    | Eleni Chatziliadou                                                 | Laura Palacio Gonzalez Ana Marija Celan Bujas                                                                                                   |
| Kata a squadre   | Italia Sara Battaglia Michela Pezzetti Terryana D'Onofrio               | Spagna Marta García Lozano Lidia Rodríguez Encabo Raquel Roy Rubio | Francia Marie Bui Lila Bui Jessica Hugues Turchia Dilara Eltemur Rabia Küsmüş Gizem Sofuoğlu                                                    |
| Kumite a squadre | Svizzera Noémie Kornfeld Nina Radjenovic Ramona Brüderlin Elena Quirici | Italia Clio Ferracuti Laura Pasqua Sara Cardin Silvia Semeraro     | Francia Léa Avazeri Gwendoline Philippe Nancy Garcia Sophia Bouderbane Croazia Alessandra Hasani Ana Marija Bujas-Čelan Ana Lenard Marina Barac |